# Botryotinia pelargonii
Botryotinia pelargonii är en svampart som beskrevs av Røed 1949. Botryotinia pelargonii ingår i släktet Botryotinia och familjen Sclerotiniaceae.   Inga underarter finns listade i Catalogue of Life.